# Les Particules (film)
Pour plus de détails, voir Fiche technique et Distribution.
Les Particules est un film franco-suisse réalisé par Blaise Harrison et sorti en 2019.

## Synopsis
Près de la frontière suisse, en pays de Gex, non loin de Genève, c'est l'année du bac pour P.A. et ses camarades du lycée, situé au-dessus du plus grand et puissant accélérateur de particules au monde, le fameux LHC (Large Hadron Collider en anglais) ou Grand collisionneur de hadrons, qui provoque des collisions de protons dans des conditions de très haute énergie. Au début de l'hiver, le lycéen a l'impression que le monde change sans que les autres ne s'en aperçoivent. Il note des changements dans son environnement accompagnés ou provoqués par d'étranges phénomènes.

## Fiche technique
- Titre : Les Particules
- Réalisation : Blaise Harrison
- Scénario : Blaise Harrison et Mariette Désert
- Photographie : Colin Lévêque
- Costumes : Isa Boucharlat
- Son : Marc Van Stürler
- Musique : ELG
- Montage : Gwénola Héaulme et Isabelle Manquillet
- Production : Les Films du Poisson (Paris) - Bande à Part Films (Lausanne)
- SOFICA : Cinémage 13
- Pays d'origine :  Suisse /  France
- Distribution : Les Films du Losange
- Genre : Fantastique
- Durée : 98 minutes
- Dates de sortie :
  - France - 5 juin 2019
  - Suisse romande : 8 juillet 2019 (Festival international du film fantastique de Neuchâtel 2019)

## Distribution
- Thomas Daloz : P.A.
- Néa Lüders : Roshine
- Salvatore Ferro : Mérou
- Léo Couilfort : Cole
- Nicolas Marcant : JB
- Emma Josserand : Léa

## Production

### Tournage
Le film a été tourné dans le Pays de Gex (Ain), notamment à Divonne-les-Bains, Ferney-Voltaire et Gex, de janvier à mars 2018, avec des comédiens non-professionnels découverts en région.

## Sélections
- Festival de Cannes 2019 (sélection de la Quinzaine des réalisateurs)[2]

- Festival international du film fantastique de Neuchâtel 2019[3]